# Max Alphonse Erismann
Max Alphonse Erismann (* 4. Dezember 1847 in Seengen; † 24. Juli 1923 ebenda, reformiert, heimatberechtigt in Gontenschwil und Brugg) war ein Schweizer Politiker (FDP).

## Biografie
Max Alphonse Erismann kam am 4. Dezember 1847 in Seengen als Sohn des Arztes und Aargauer Grossrats Adolf Erismann und der aus Reinach gebürtigen Fabrikantentochter Elise geborene Fischer zur Welt. Erismann absolvierte zunächst in den Jahren 1865 bis 1867 ein Studium der Forstwirtschaft am Polytechnikum Zürich sowie an der Sächsischen Akademie für Forst- und Landwirtschaft.
In der Folge hatte er ab 1872 die Leitung der väterlichen, europaweit bekannten Kaltwasser-Kuranstalt im Schloss Brestenberg in Seengen inne, bevor er diese im Jahr 1921 verkaufte und nur den zugehörigen Gutsbetrieb behielt.
Daneben nahm Erismann Verwaltungsratsmandate von 1890 bis 1901 in der Schweizerischen Centralbahn (SCB)  sowie von 1901 bis 1923 in der Schweizerischen Mobiliarversicherungsgesellschaft wahr. Zudem gehörte er dem Initiativkomitee für die Seetalbahn an. In der Schweizer Armee diente er in der Position eines Obersten der Artillerie.
Max Alphonse Erismann, ein Neffe von Adolf Fischer, war verheiratet mit der gebürtigen Eriswilerin Anna geborene Schmid. Er verstarb am 24. Juli 1923 in seinem 76. Lebensjahr in Seengen.

## Politische Ämter
Max Alphonse Erismann, Mitglied der Freisinnig-Demokratischen Partei, gehörte von 1878 bis 1905 dem Aargauer Grossrat an, davon zwischen 1893 und 1894 als Präsident. Bei den Parlamentswahlen 1887 gelang ihm der Einzug in den Nationalrat, dem er bis 1911 angehörte.